# ロロン県
ロロン県（ロロンけん）は中華人民共和国チベット自治区チャムド市の県の一つ。県名はチベット語で「南の谷」の意。
東経95°20'-96°32'，北緯30°15'-31°15'に位置する。東はパシュー県、南はポメ県、西はバンバル県、北はテンチェン県・リウォチェ県に接する。
1959年に洛隆宗と碩督宗が合併して成立した。

## 行政区画
4鎮、7郷を管轄：
- 鎮：孜托鎮、碩督鎮、康沙鎮、馬利鎮
- 郷：達竜郷、新栄郷、白達郷、玉西郷、臘久郷、俄西郷、中亦郷

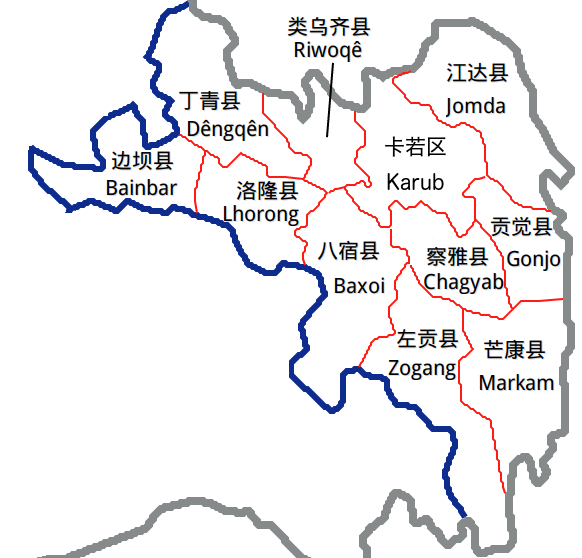
チャムド地区の行政区画

## 参考資料
- A. Gruschke: The Cultural Monuments of Tibet’s Outer Provinces: Kham - Volume 1. The Xizang Part of Kham (TAR), White Lotus Press, Bangkok 2004. ISBN 974-480-049-6
- Tsering Shakya: The Dragon in the Land of Snows. A History of Modern Tibet Since 1947, London 1999, ISBN 0-14-019615-3